# سلطنة هراب
سلطنة آل هِراب أو الإمامة الهِرابية أو السلطنة الهِرابية (بالصومالية: Saldanadda Hiraab) المعروفة أيضًا باسم سلالة يعقوب الهرابي كانت مملكة صومالية حكمت أجزاء من القرن الأفريقي خلال أواخر القرن السابع عشر والقرن التاسع عشر حتى تم دمجها في أرض الصومال الإيطالية الاستعمارية. كانت السلطنة تُحكم من قبل سلالة يعقوب. أسسها الإمام عمر الذي تمرد وانقلب وهزم سلطنة أجوران وأسس مملكة مستقلة.

## التاريخ

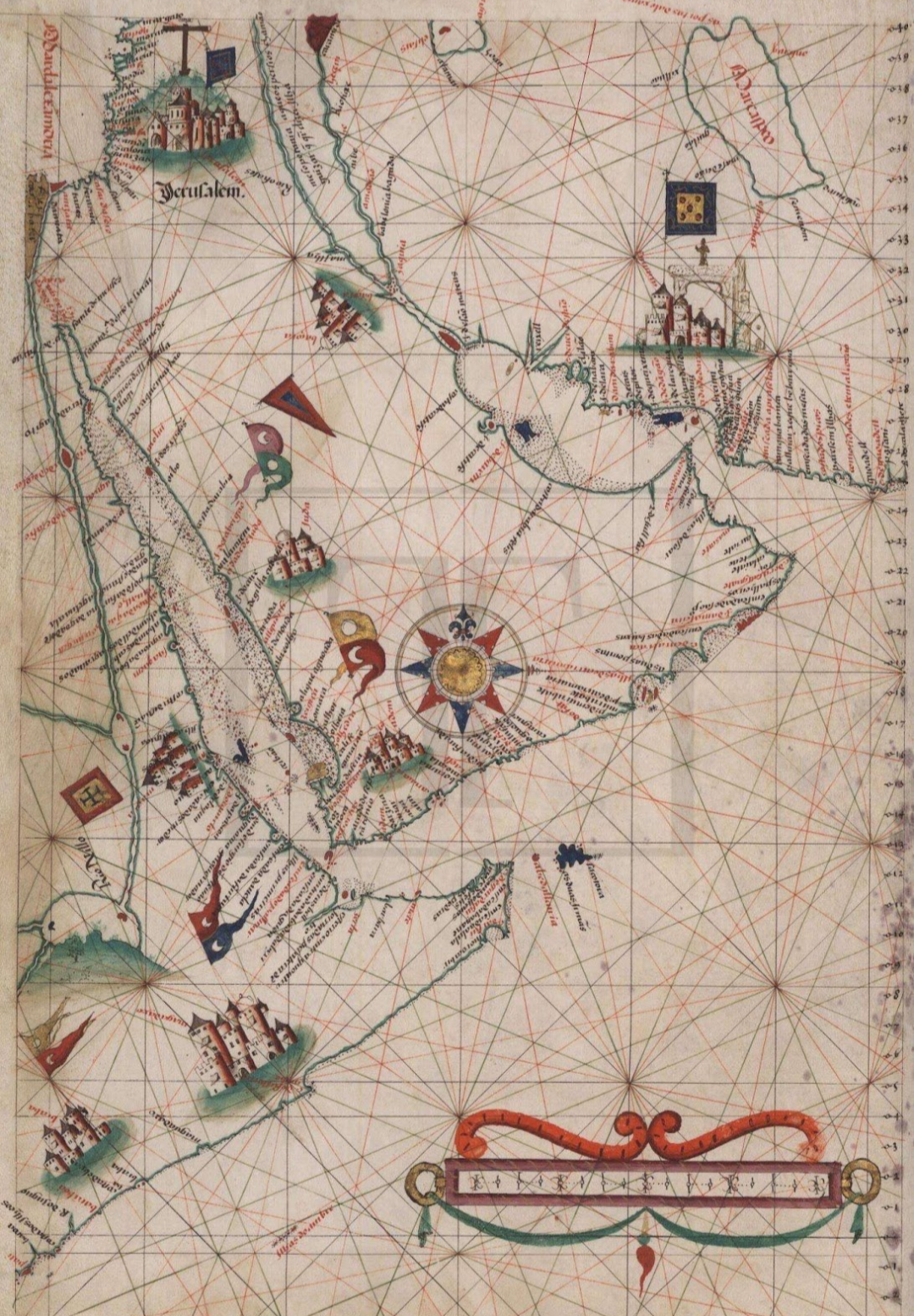
مقديشو في أواخر القرن السابع عشر

كانت سلطنة هراب خليفة لسلطنة أجوران.وكان سبب تمردهم هو أن حكام الأجوران، في النهاية، أصبحوا متغطرسين للغاية ، وأهملوا الشريعة، وفرضوا ضرائب باهظة على رعاياهم والتي كانت السبب الرئيسي للتمرد.
.
وكانت عشيرة داراندول من سلالة قبيلة ابقال أول من تمرد. وكانت سلطنة أجوران قد أصدرت مرسومًا:في الآبار، لا يستطيع الناس المنتمون إلى داراندول والهرابيين الآخرين سقي قطعانهم في النهار، ولكن فقط في الليل . ... ثم تجمعت داراندول في مكان واحد. وقرروا شن هجوم على الأجوران. وجدوا إمام الأجوران جالسًا على صخرة بالقرب من بئر تسمى سيل كول. قتلوه بالسيف. وضربوه بالسيف شقوا جسده مع الصخرة التي كان يجلس عليها. مات على الفور وهاجر الأجوران خارج البلاد. وفي رواية أخرى من القصة، ولد محارب من داراندول بخاتم ذهبي في إصبعه، في علامة على تفوقه في المستقبل. ثم احتشد داراندول حول زعيمهم الشاب، الذي تولى في النهاية لقب إمام الهرابيين وأقام دولته في مقديشو

## الإدارة

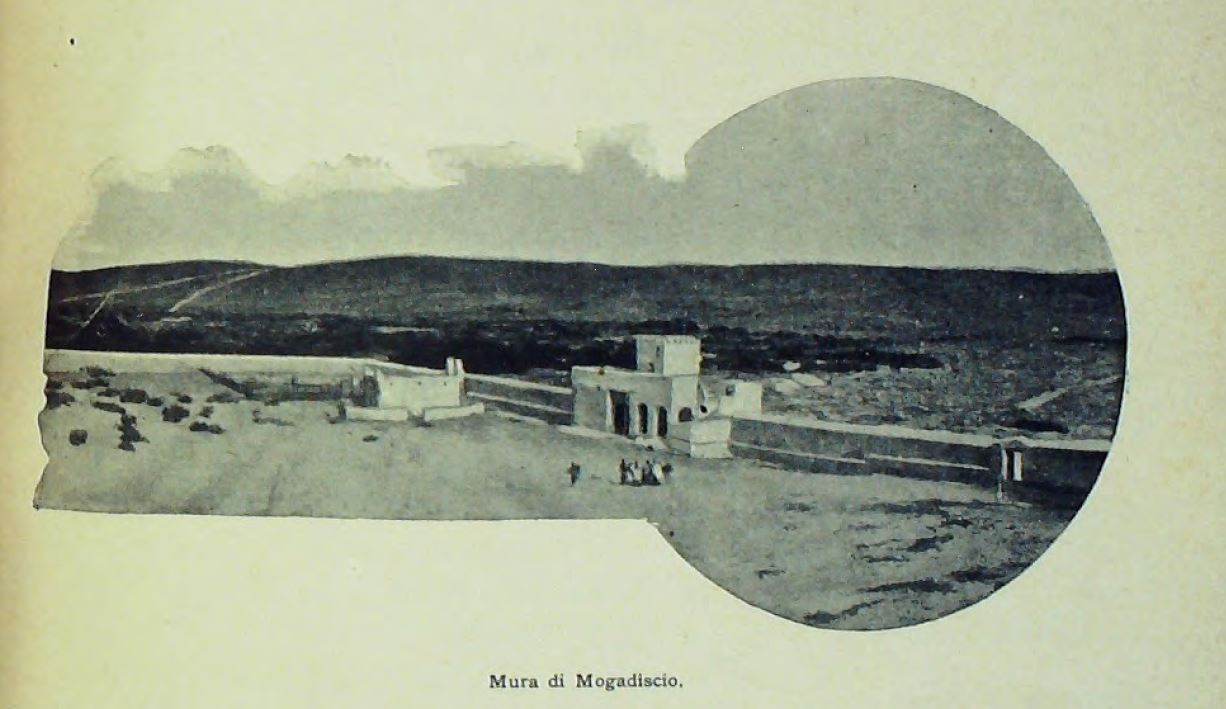
جدران مدينة مقديشو عاصمة سلطنة هراب قبل أن يهدمها الإيطاليون. الصورة مكتوب عليها Mura di Mogadiscio ، والتي بمعني جدران مقديشو.

كان أسلاف الأجوران قد وصفوا قيادتهم بأنها إمامة ورثتها فيما بعد عائلة اليعقوبي .
بينما مارست سلطنة آل هراب سلطة المركزية خلال وجودها وامتلكت بعض أعضاء وزخارف الدولة التقليدية المتكاملة، علم دولة، مراسلات منتظمة مع الحضارات المجاورة مكتوبة باللغة العربية، وفرضت ضرائب على شكل مواشي ومحاصيل نقدية. ، فضلا عن جيش محترف.
وفقًا للتقاليد محلية، تضمنت إدارة سلطنة هراب تحالفًا قويًا من الجماعات وقوة الصلة التي تشترك في سلالة مشتركة في ظل تقسيم عشيرة آل هراب (بالصومالية : Guurtida Beelaha Hawiye. شارك في التحالف قادة الجيش وزعمائهم الذين كانوا من عشيرة هبر جدير والمستشارون الذين كانوا من عشيرة دودوبلي، وكانت الأدوار الدينية محفوظة من قبل عشيرة شيخال، وكانت الإمامة مُخصّصةََ لعشيرة ابقال التي يُعتقد أنها البكر وهؤلاء العشائر جميعََا هرابيون. لم تقتصر السلطنة على آل هراب فحسب، بل ضمت صوماليين آخرين مثل حوادلي، جلجيل ، مروسادي، سيلسيس، وبناديرين.
ووسعت السلطنة، حكمها بالأراضي الممتدة من مقديشو في مقاطعة بنادر إلى وادي شبيلي السفلى، إلى مقاطعة غالغودود وصولًا إلى الأراضي القاحلة في مدج، والتي تضمنت ميناء هبيا القديم.

## الاقتصاد

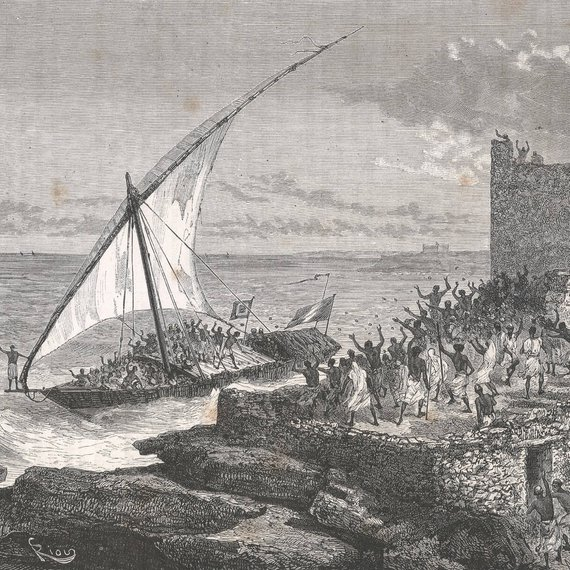
يظهر في الصورة بحارة صوماليون في مقديشو عام 1860 يرفعون أعلام سلطنة هراب

كانت هبيا بمثابة مركز تجاري مزدهر للسلطنة. تضمنت المراكز الزراعية وإنتاج الذرة الرفيعة والذرة والفاصوليا مع قطعان الإبل والماشية والماعز والأغنام. كانت الماشية والجلود والأخشاب العطرية والزبيب الصادرات الرئيسية بينما تم استيراد الأرز والمواد الغذائية الأخرى والملابس. جاء التجار الذين يبحثون عن سلع غريبة إلى موانئ السلطنة لشراء المنسوجات والمعادن النفيسة واللؤلؤ. عند الحصاد على طول نهر شبيلى حيث توجد المراكز الزراعية الرئيسية مثل بلدوين وجوهر، تم إنتاج عدد كبير من الفواكه والخضروات ونقلها إلى مقديشو ووأرشيخ للتجارة. كما أن الأهمية المتزايدة والاستيطان السريع للمدن الجنوبية مثل مقديشو قد عزز الازدهار أكثر فأكثر، حيث تشق المزيد والمزيد من السفن طريقها أسفل الساحل الصومالي للتجارة وتجديد إمداداتها. كما يشمل اقتصاد السلطنة في الداخل الرعي البدوي والزراعة داخل المستوطنات الزراعية في وادي شيبيل والسهول الخصبة في وسط الصومال ، فضلاً عن التجارة التجارية على طول الساحل الحضري. تقوم موانئ حراب بتصدير مختلف السلع عبر طرقها البحرية بما في ذلك جلود الماشية، و العبيد، والعاج، والمنسوجات ، والحديد ، والذهب، والسيلفا، واللؤلؤ، والعنبر ، والبخور، والعديد من السلع الغريبة الأخرى. وصل المستكشف جون كيرك إلى جنوب الصومال عام 1873 خلال فترة ازدهار اقتصادي كبير حيث كانت المنطقة تهيمن عليها السلطنة الهرابية وسلطنة غلدي. التقى كيرك بالإمام محمود الذي حكم مقديشو. ازدهرت التجارة بين سلطنة آل هراب في مقديشو وسلطنة جلدي بقيادة أحمد يوسف. لاحظ كيرك مجموعة متنوعة من الأشياء الأخرى. رسي ما يقرب من 20 مركبًا شراعيًا كبيرًا في كل من مقديشو ومركة على التوالي مملوءة بالحبوب المنتجة من مزارع جيليدي في الداخل مع توجيه جزء كبير من التجارة إلى زنجبار.

## الجيش

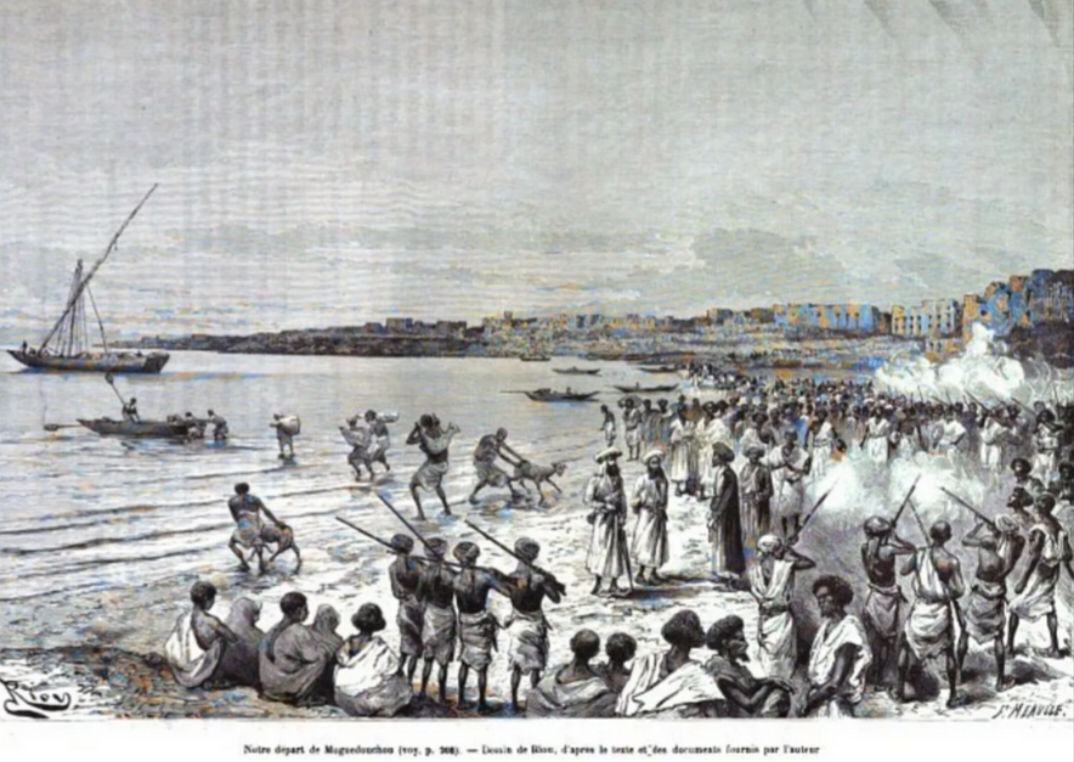
مقديشو في 1856

كان لدى السلطنة قوة نظامية تعمل كجهات إنفاذ القانون وجيش دائم مزود بمؤن تسليح من المحافظات الساحلية. كما أنها تحترم الشريعة الإسلامية، وتحمي القوافل التجارية، وتستخدم وحدة مركبة قوية تراقب الدولة، وتجمع الضرائب أو جزية من الحبوب والماشية. كما أن لديها قوة بحرية منتظمة تحمي شواطئها من القرصنة وتجارة المحيط الهندي، مع مثل هذه الإدارة المدنية القوية والجيش، شهدت السلطنة سلامًا واستقرارًا كبيرين مع اقتصاد مزدهر
 من المعروف في عدة سجلات أن السلطنة استوردت أسلحة نارية من عدن وجيبوتي وزنجبار للاحتفاظ بحراس مسلحين في مقديشو وللدفاع عن حدود بلادها وثبت أيضًا أنها زودت الدراويش بمجموعة من الأسلحة من بنادر
 في حربهم ضد المستعمر الانجليزي.

## أعلام
- عبد الله عيسى محمد سياسي صومالي وعضو في منظمة الشباب الصومالي وأول رئيس وزراء صومالي خلال إقليم الصومال الإيطالي من 29 فبراير 1956 وحتى 1 يوليو 1960.[15]

- آدم عبد الله عثمان سياسي صومالي وأول رئيس في الصومال في الفترة بين 1 يوليو 1960، و 10 يونيو 1967
- عبد القاسم صلاد حسن سياسي صومالي ورئيس الصومال في الفترة بين 2000 و 2004.[16]
- حسن شيخ محمود الرئيس الحالي في الصومال
- محمد حسين روبلي سياسي صومالي ورئيس الوزراء 20 للصومال.[17]
- كينان مغني كندي من أصول صومالية.[18]
- محمد فارح عيديد سياسي وعسكري صومالي بارز.[19]
- يوسف جراد عمر صحفي صومالي سابق وعضو في البرلمان الصومالي

## انطر أيضًا
- سلطنة أجوران
- مقديشو
- بنادر